# ایوا اسلیشکوویچ
ایوا اسلیشکوویچ (کرواتی: Iva Slišković؛ زادهٔ ۴ سپتامبر ۱۹۸۴) بازیکن بسکتبال زن اهل کرواسی است.
وی در مسابقات کشوری و بین‌المللی در مجموع برندهٔ ۱ مدال برنز شده‌است.